# Raquel Lebrón
Raquel Lebrón es una arpista paraguaya, reconocida por su trayectoria musical en Paraguay y numerosos países del mundo. Ha ejercido una importante labor en la difusión de la música interpretada en arpa paraguaya, instrumento característico del folclore de su país.

## Vida y trayectoria
Raquel Lebrón se dedicó al estudio del arpa paraguaya desde su niñez. Tuvo como maestros a los arpistas Santiago Cortesi, María Cristina Gómez y Nicolás Caballero.
Desde su adolescencia, comenzó a dar conciertos en Asunción, conformando un dúo musical con su hermana Rocío Lebrón. Posteriormente, vivió un tiempo en diferentes países de Sudamérica, entre los cuales se cuenta Uruguay y Brasil. En este último actuó en los canales de televisión Rede Globo y Rede Bandeirantes.
A finales de la década de 1980, emprendió su carrera como solista, actuando en diferentes países de América, Europa, África y Asia. Algunos de estos países fueron Uruguay, Argentina, Brasil, Bolivia, Perú, Canadá, Alemania, Portugal, Sudáfrica, Singapur, Japón, Corea del Sur y Catar.
En 1991, invitada por la Embajada de Sudáfrica en Asunción, participó del Festival Internacional Eisteddfod, realizado en Roodepoort, Sudáfrica. Allí, tras competir entre más de 38 países de todo el mundo, obtuvo el primer lugar como solista en la  categoría Folklore Tradicional y la medalla de oro en la categoría Folklore Artístico. Durante su estadía en Sudáfrica, también brindó actuaciones en las ciudades de Pretoria, Johannesburgo y Ciudad del Cabo.
Al año siguiente, participó del documental Arpas del Paraguay, realizado por la ARD (Consorcio de instituciones públicas de radiodifusión de la República Federal de Alemania, en español). Junto con la arpista Teresita Rivas, también brindó una actuación exclusiva transmitida por la Deutsche Welle (Voz de Alemania, en español) y conferencias sobre las características y posibilidades del arpa paraguaya.
En 1998, representó a Paraguay en la Exposición Especializada de Lisboa. En dicha oportunidad, ofreció un concierto en el  Palacio Foz de la ciudad, ante miembros reales de la Casa de Bragança, entre otros invitados de honor.
En 2002, actuó en el  Salón Dorado del Teatro Colón de Buenos Aires. Se trató del primer concierto de una arpista paraguaya en dicho teatro. 
En 2011, junto con la arpista argentina Marta Carrara, formó el dúo musical Arpegios de Mujer, realizando conciertos en importantes teatros de Sudamérica y Europa. En 2020, el dúo brindó un concierto en el Heidelberg Theater de la ciudad de Heidelberg, Alemania.
Durante su carrera ha recibido numerosas distinciones y reconocimientos por parte de autoridades paraguayas y asociaciones de artistas de su país y del extranjero.
Durante los últimos años, se ha desempeñado como música profesional dentro de la industria del entretenimiento, ofreciendo conciertos exclusivos en hoteles de cinco estrellas de Asia y Medio Oriente. 
Raquel Lebrón, además de arpista, es también traductora matriculada en los idiomas español, alemán, inglés y portugués, diplomada y matriculada por la Corte Suprema de Justicia de la ciudad de Asunción, Paraguay.

## Discografía
- 1995: Música internacional con gran orquesta (Blue Caps Archivado el 19 de enero de 2019 en Wayback Machine.)
- 1995: Polcas paraguayas en solo de arpa (Blue Caps Archivado el 19 de enero de 2019 en Wayback Machine.)
- 1998: Cascada (Blue Caps Archivado el 19 de enero de 2019 en Wayback Machine.)
- 2002: Lo mejor de Raquel Lebrón (Blue Caps Archivado el 19 de enero de 2019 en Wayback Machine.)
- 2007: Paraguay en arpa (Blue Caps Archivado el 19 de enero de 2019 en Wayback Machine.)

## Premios
- Primer Premio en “Folklore Tradicional” en el Festival Internacional de Música EISTEDDFOD de Sudáfrica (1991).
- Medalla de Oro en “Folklore Artístico” en el Festival Internacional de Música EISTEDDFOD de Sudáfrica (1991).
- Medalla de Plata en la categoría “Trío Folklórico Paraguayo” en el Festival Internacional de Música EISTEDDFOD de Sudáfrica (1991).
- Reconocimiento por su participación en la inauguración del Centro Cultural Paraguay-Brasil “Augusto Roa Bastos” en la ciudad de Río de Janeiro, otorgado por el Consulado General del Paraguay en Río de Janeiro, Brasil (2000).
- Reconocimiento por su destacada labor y difusión de la música paraguaya, otorgado por la Municipalidad de Asunción (2004).
- Diploma de Reconocimiento, otorgado por Amigos del Arte del Paraguay (2002).
- Certificado de Honor, otorgado por artistas de la ciudad de Colonia, Alemania (2005).
- Reconocimiento por su Dedicación, otorgado por el Comité Folklorama de Winnipeg, Canadá (2004).
- Personalidad Ilustre, otorgada por el Comité Directivo de Membresía del “Mall de la Fama” del Hotel Exelsior, Paraguay (2006).
- Premio a Mujeres Paraguayas Destacadas, otorgado por la Federación de Mujeres para la Paz Mundial, Paraguay (2010).

## Presencia internacional
Raquel Lebrón ha ofrecido diferentes conciertos y espectáculos alrededor del mundo.
Paraguay:
- Teatro Municipal Ignacio A. Pane (Asunción)
- Teatro de las Américas, Centro Cultural Paraguayo Americano (CCPA)
- Sala Leopoldo Marechal de la Embajada Argentina
- Club Social Área 1 (Ciudad del Este)
- Salón del Centro Cultural Paraguayo Alemán (Encarnación)
- Centro Cultural Juan de Salazar
- Salón Oscar Pérez Uribe del Club Centenario
- Discoteca La Rampa del Club Centenario
- Gran Teatro del Banco Central del Paraguay (BCP)
- Instituto Cultural Paraguayo Alemán (ICPA)
- Shopping del Sol
- Club Porvenir de Villarrica (Villarrica)
- Casa Hassler (San Bernardino)
- Segundo Festival Internacional del Arpa (Asunción)
- Tercer Festival Internacional del Arpa (Asunción)
- Asociación de Músicos del Paraguay
- Asunción Tennis Club
- Sistema Nacional de Televisión (SNT), Show de Fin de Año

Argentina:
- Salón Dorado del Teatro Colón (Buenos Aires)
- Instituto Superior Josefina Contte (Corrientes)
- Salón Auditorium Obispo Mercadillo (Córdoba)
- Salón Auditorio de la Municipalidad (Villa Carlos Paz)
- Teatro de la Asociación del Personal Superior del SEGBA
- Bicentenario de la República del Paraguay (Posadas)

Brasil:
- Unión Cultural Brasil-Estados Unidos (UCBEU) (São Paulo)
- Jornal do Meio Dia Rede Globo (São Paulo)
- Rede Bandeirantes (São Paulo)
- Teatro de la Universidad de Arte Santa Marcelina (São Paulo)
- Club Alemán (São Paulo)
- Centro Cultural Augusto Roa Bastos
- Universidad Federal de Río de Janeiro

Uruguay:
- Teatro de la Facultad de Arquitectura (Montevideo)
- Sala Verdi (Montevideo)

Perú:
- Hotel Country Club (Lima)
- Televisión Nacional de Lima
- Salón Auditorio del Palacio Municipal de Miraflores (Lima)
- Radio Sol y Armonía (Lima)

Bolivia:
- Hotel Radisson de La Paz
- Embajada del Paraguay en La Paz

Canadá:
- Folklorama 2004 (Winnipeg)

Alemania:
- Ibero-Amerikanisches Institut Preussischer Kulturbesitz (Berlín)
- Museum fuer Voelkerkunde (Hamburgo)
- Atrium-Saal der Deutschen Bank (Berlin)
- Deustche Welle (Colonia)
- Kurhaus (Wiesbaden)
- Universität Mainz (Mainz)
- Das goldene Theater fuer Neues Zwinger 1 (Heidelberg)
- Haus an der Redoute (Bonn, distrito de Bad-Godesberg)
- Ambassadors Club Germany (Berlín)
- Embajada del Paraguay en Berlín
- Cámara de Comercio de Frankfurt
- Augustinum Bonn (Bonn)
- Haus der evangelischen (Kirche, Bonn)
- Heidelberg Theater (Heidelberg)

Portugal:
- Sala dos Espelhos, Palácio Foz (Lisboa)
- Expo Lisboa 1998

Sudáfrica:
- International Eisteddfod City of Roodepoort (Johannesburgo)
- Ministry of Foreign Affairs (Pretoria)

Singapur:
- Shangri-La Hotel

Corea del Sur:
- The Shilla Hotel (Seúl)

Japón:
- Hokkuten Nooka Hotel (Abashiri, isla de Hokkaidō)
- Mori no uta (Jōzankei, Hokkaidō)
- Mizu no uta (Chitose, Hokkaidō)

Catar:
- The St. Regis (Doha)